# Distretto di Gongnong
Il distretto di Gongnong (工农区S, Gōngnóng QūP) è un distretto della Cina, situato nella provincia di Heilongjiang e amministrato dalla prefettura di Hegang.